# Lea Cok
Lea Cok, slovenska gledališka igralka; * 25. junij 1995, Ljubljana.
Lea Cok je diplomirana gledališka igralka, diplomirala je na Akademiji za gledališče, radio, film in televizijo v Ljubljani. Že med študijem je nastopala v gledališču Glej in Lutkovnem gledališču. Deluje kot samozaposlena v kulturi. Nastopila je v več vlogah v različnih gledališčih po Sloveniji, med drugim na odrih Mestnega gledališča ljubljanskega in v Drami Maribor. Prav tako je nastopila v več vlogah na televiziji, na primer v nanizanki Mame (2017–2018), v celovečernih igranih filmih Posledice (2018) in Zgodovina ljubezni (2018), kratkem filmu Misli (2016) ter seriji Jezero (2019–2020). V celovečercu Belo se pere na devetdeset (2025), posnetem po istoimenskem romanu Bronje Žakelj, je upodobila glavno junakinjo.